# ZBTB12
ZBTB12 (англ. Zinc finger and BTB domain containing 12) – білок, який кодується однойменним геном, розташованим у людей на 6-й хромосомі. Довжина поліпептидного ланцюга білка становить 459 амінокислот, а молекулярна маса — 49 148.
| 10         |  | 20         |  | 30         |  | 40         |  | 50         |
| ---------- |  | ---------- |  | ---------- |  | ---------- |  | ---------- |
| MASGVEVLRF |  | QLPGHEAATL |  | RNMNQLRAEE |  | RFCDVTIVAD |  | SLKFRGHKVI |
| LAACSPFLRD |  | QFLLNPSSEL |  | QVSLMHSARI |  | VADLLLSCYT |  | GALEFAVRDI |
| VNYLTAASYL |  | QMEHVVEKCR |  | NALSQFIEPK |  | IGLKEDGVSE |  | ASLVSSISAT |
| KSLLPPARTP |  | KPAPKPPPPP |  | PLPPPLLRPV |  | KLEFPLDEDL |  | ELKAEEEDED |
| EDEDVSDICI |  | VKVESALEVA |  | HRLKPPGGLG |  | GGLGIGGSVG |  | GHLGELAQSS |
| VPPSTVAPPQ |  | GVVKACYSLS |  | EDAEGEGLLL |  | IPGGRASVGA |  | TSGLVEAAAV |
| AMAARGAGGS |  | LGAGGSRGPL |  | PGGFSGGNPL |  | KNIKCTKCPE |  | VFQGVEKLVF |
| HMRAQHFIFM |  | CPRCGKQFNH |  | SSNLNRHMNV |  | HRGVKSHSCG |  | ICGKCFTQKS |
| TLHDHLNLHS |  | GARPYRCSYC |  | DVRFAHKPAI |  | RRHLKEQHGK |  | TTAENVLEAS |
| VAEINVLIR  |  |            |  |            |  |            |  |            |

A: Аланін

C: Цистеїн

D: Аспарагінова кислота

E: Глутамінова кислота

F: Фенілаланін

G: Гліцин

H: Гістидин

I: Ізолейцин

K: Лізин

L: Лейцин

M: Метіонін

N: Аспарагін

P: Пролін

Q: Глутамін

R: Аргінін

S: Серин

T: Треонін

V: Валін

Кодований геном білок за функцією належить до фосфопротеїнів. 
Задіяний у таких біологічних процесах, як транскрипція, регуляція транскрипції. 
Білок має сайт для зв'язування з іонами металів, іоном цинку, ДНК. 
Локалізований у ядрі.